# Университет Гренобль 1
Университет Жозефа Фурье (ранее Университет Гренобль 1) — технологический и медицинский университет, относится к академии Гренобля, Франция. Основан в 1971 году. Университет назван в честь французского математика и физика Жозефа Фурье. С 2010 года университет находился в диапазоне 151-200-го мест в академическом рейтинге университетов мира или на 6-7 месте национального рейтинга, с 2014 года — в диапазоне 100-150-го мест мирового рейтинга. 11 сентября 2015 года был подписан декрет об объединении трёх гренобльских университетов с 1 января 2016 в Университет Гренобль-Альпы.

## История
История университета начинается в 1339 году с открытия Гренобльского университета, который состоит из четырёх факультетов: медицина, каноническое право, гражданское право и филология. В 1811 году французский учёный Жозеф Фурье открывает факультет точных наук в университете Гренобля. В 1841 году открывается подготовительная школа медицины и фармацевтики. Вследствие майских волнений 1968 года университет Гренобля расформирован на три узкоспециализированных университета: Гренобль 1, Гренобль 2 и Гренобль 3. Университет Гренобль 1 является наследником факультетов медицины, фармацевтики и точных наук университета Гренобля. В 1987 году университет получил имя Жозефа Фурье в честь знаменитого французского учёного.

## Структура
В состав университета входит 11 факультетов, университетский институт технологии, школа инженеров, филиал университета в Валансе, университетский институт по подготовке профессоров и коллеж докторских школ, который сопровождает школы в обучении и исследованиях докторские школы, расположенные в Гренобле.
Факультеты:
- Факультет физической культуры и спорта.
- Факультет биологии.
- Факультет химии.
- Факультет механики.
- Факультет физики.
- Факультет математики.
- Факультет информатики и прикладной математики.
- Факультет медицины.
- Факультет фармацевтики.
- Обсерватория наук Вселенной.